# Карвер (Минесота)
Карвер (енгл. Carver) град је у америчкој савезној држави Минесота.

## Демографија
По попису из 2010. године број становника је 3.724, што је 2.458 (194,2%) становника више него 2000. године.
| Група             | 2000.         | 2010.         |
| Белци             | 1.226 (96,8%) | 3.294 (88,5%) |
| Афроамериканци    | 3 (0,2%)      | 38 (1,0%)     |
| Азијати           | 6 (0,5%)      | 235 (6,3%)    |
| Хиспаноамериканци | 21 (1,7%)     | 75 (2,0%)     |
| Укупно            | 1.266         | 3.724         |